# Burgstall Widdersberg
Der Burgstall Widdersberg, auch Burgstall Plattenstein oder Burgstall Oberer Weinberg genannt, ist eine abgegangene Höhenburg auf dem  605 m ü. NHN hohen „Schlosshügel“ zwischen dem Widdersberger Weiher und dem Pilsensee, etwa 375 Meter nordnordwestlich der Kirche von Widdersberg (Burgstraße), einem Ortsteil der Gemeinde Herrsching am Ammersee im Landkreis Starnberg in Bayern.

## Geschichte
Die Burg wurde von den im 13. Jahrhundert erwähnten Herren von Widdersberg erbaut. Sie waren 1328 ausgestorben. Die Burg lag ab 1363 im Herrschaftsbereich der Burg Seefeld. 1370 wurde die Burg als „ein Platz mit Schutt und Trümmern, dazu tiefe, steile Gräben“ erwähnt. Der heutige Burgstall (ehemaliger Burgplatz) ist in Privatbesitz und darf nicht betreten werden.

## Natur- und Denkmalschutz
Der Burgstall liegt innerhalb des Landschaftsschutzgebietes Westlicher Teil des Landkreises Starnberg (LSG-00542.01), das 2001 unter Schutz gestellt wurde, sowie innerhalb des FFH-Gebietes Ammerseeufer und Leitenwälder, das seinen Schutzstatus 2004 erhielt.
Das Bayerische Landesamt für Denkmalpflege verzeichnet das Bodendenkmal als Burgstall des hohen und späten Mittelalters („Widdersberg“) sowie Siedlung der Bronzezeit und der späten römischen Kaiserzeit unter der Denkmalnummer D-1-7933-0020.